# Iuri Vlasov
Iuri Vlasov (n. 5 decembrie 1935, Makiivka, RSS Ucraineană, URSS – d. 13 februarie 2021, Moscova, Rusia) a fost un scriitor, politician, jurnalist și halterofil rus ce a reprezentat Uniunea Republicilor Sovietice Socialiste, medaliat olimpic. A participat la 2 ediții ale Jocurilor Olimpice (1960, 1964) în care a câștigat o medalie de aur.